# Среднекорнский язык
Среднеко́рнский язы́к — вымерший кельтский язык, на котором говорило население Юго-Западной Англии в XIV—XVI веках.

## Распространение

### Носители среднекорнского языка[3]
| Год  | Территория, занимаемая носителями языка (в км²) | Население Корнуолла | Количество носителей |
| ---- | ----------------------------------------------- | ------------------- | -------------------- |
| 1200 | 3 270                                           | 35 000              | 30 000               |
| 1250 |                                                 | 43 000              | 34 000               |
| 1300 | 2 780                                           | 52 000              | 38 000               |
| 1350 |                                                 | 48 000              | 32 000               |
| 1400 | 2 360                                           | 55 000              | 34 000               |
| 1450 | 2 360                                           | 62 000              | 33 000               |
| 1500 | 1 890                                           | 69 000              | 33 000               |
| 1550 |                                                 | 76 000              | 30 000               |
| 1600 | 1 400                                           | 84 000              | 22 000               |

## История

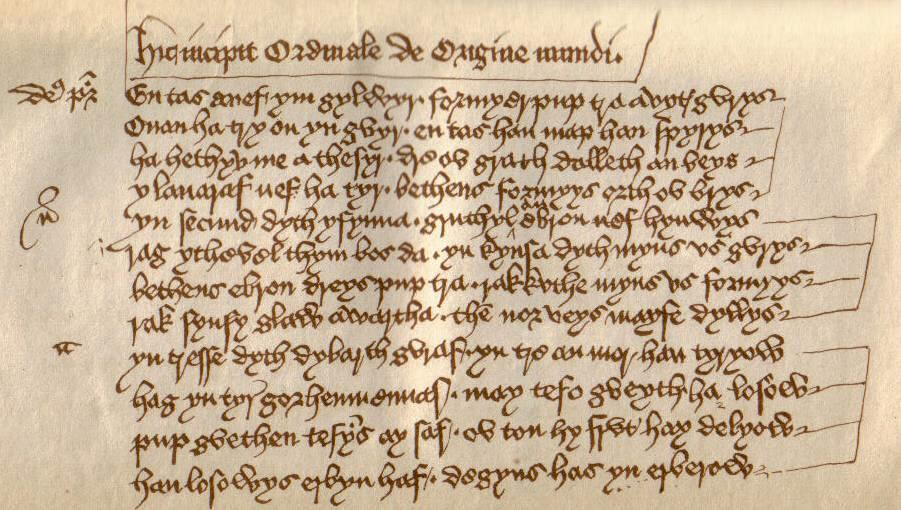
Стихи Origo Mundi, написанные неизвестным монахом в конце 14 века

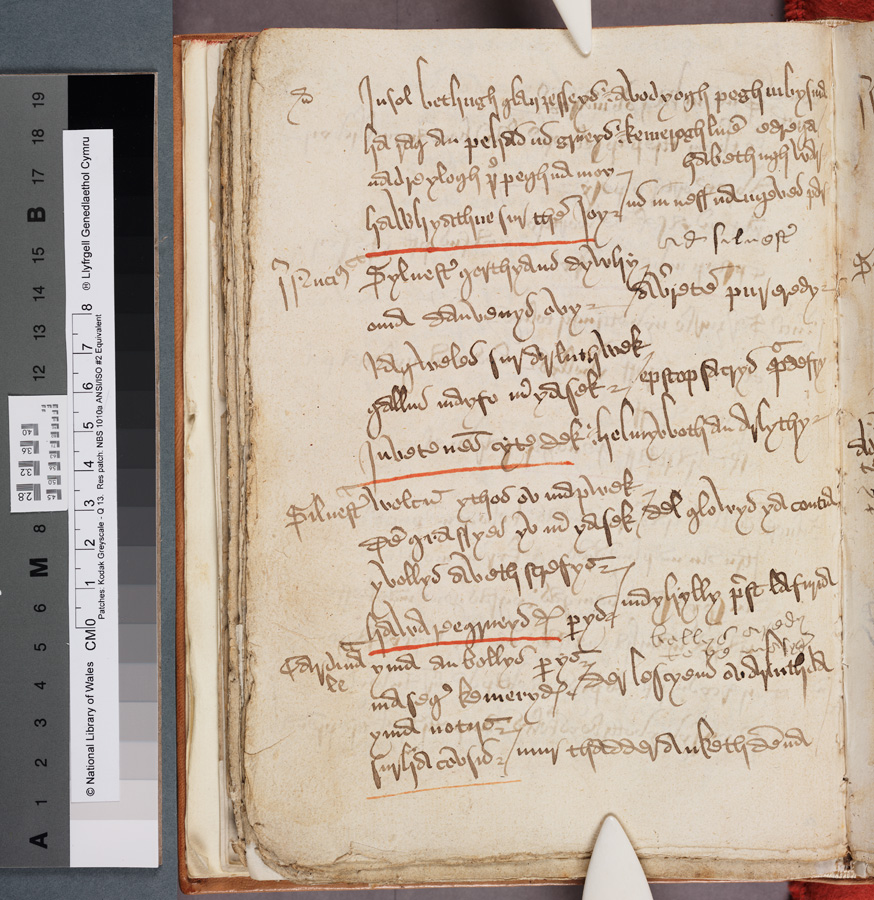
Beunans Meriasek

Вымерание корнского языка (1300–1750)

Древнекорнский язык развился в среднекорнский примерно в 1250 году. Уже в 13 веке он насчитывал 39 тыс. носителей, однако после этого количество носителей начало снижаться. Этот период развития корнского языка знаменуется развитием литературы, которая помогает реконструировать язык. Одним из таких произведений является Ordinalia, состоящее из трёх частей: Origo Mundi, Passio Christi и Resurrexio Domini. Вместе они составляют около 20 тыс. строк текста.
Различные пьесы были написаны по канонам колледжа Гласни, направленные на обучение корнских людей Библии и кельтским святым. В этот период были также созданы Beunans Meriasek  и Bewnans Ke.
Во время правления короля Англии Генриха VIII, Эндрю Боордв 1542 году составил отчёт «Boke of the Introduction of Knowledge», в котором говорилось:

В Корнуолле есть два наречия, первый — плохой английский, а второй вид — корнский вид. И там есть много мужчин и женщин, что не могут произнести ни одного слова по-английски, но знают корнский.
Оригинальный текст (англ.)In Cornwall is two speches, the one is naughty Englysshe, and the other is Cornysshe speche. And there be many men and women the which cannot speake one worde of Englysshe, but all Cornyshe.

На момент принятия Закона о единстве (1549), люди во многих районах Корнуолла не говорили и не понимали английский. Целью этого закона было замена языка поклонений с латыни на английский, который, как было известно законодателям, не был повсеместно распространён по всей Англии. Вместо того, чтобы просто запретить латынь, закон был оформлен так, чтобы обеспечить принуждение английского. Восстание корнцев вспыхнуло и было беспощадно подавлено: более 4000 человек, которые протестовали против введения английского языка как языка богослужений, были убиты армией Эдуарда VI. Лидеры восстания были казнены, а народ подвергся многочисленным репрессиям.
В письме повстанцы утверждали, что они хотели вернуться к старым религиозным службам и закончили так:

Мы, корнцы (некоторые из которых не понимают английский), полностью отказываемся от этого нового английского [правописание изменено].Оригинальный текст (англ.)We the Cornishmen (whereof certain of us understand no English) utterly refuse this new English [altered spelling].

Эдуард Сеймур, герцог Сомерсет, ответил корнцам, спросив их, почему те оскорбились заменой английским латинского, который они также не понимали.
Из-за многих факторов, в том числе многих потерь и распространения английского языка, восстание оказалось ключевым моментом для корнского языка. Питер Тримэйн считает, что 1550—1650-е годы принесли огромный ущерб для языка, и его снижение можно проследить до наших дней. В 1680 году Уильям Скауэн написал эссе, описывающее 16 причин упадка корнского языка, среди которых отсутствие отличительного корнского алфавита; потеря контакта между Корнуоллом и Бретанью; прекращение написания пьес; потеря записей во время гражданской войны; отсутствие Библии на корнском и иммиграция людей других национальностей в Корнуолл.